# Estatua de la diosa Narundi

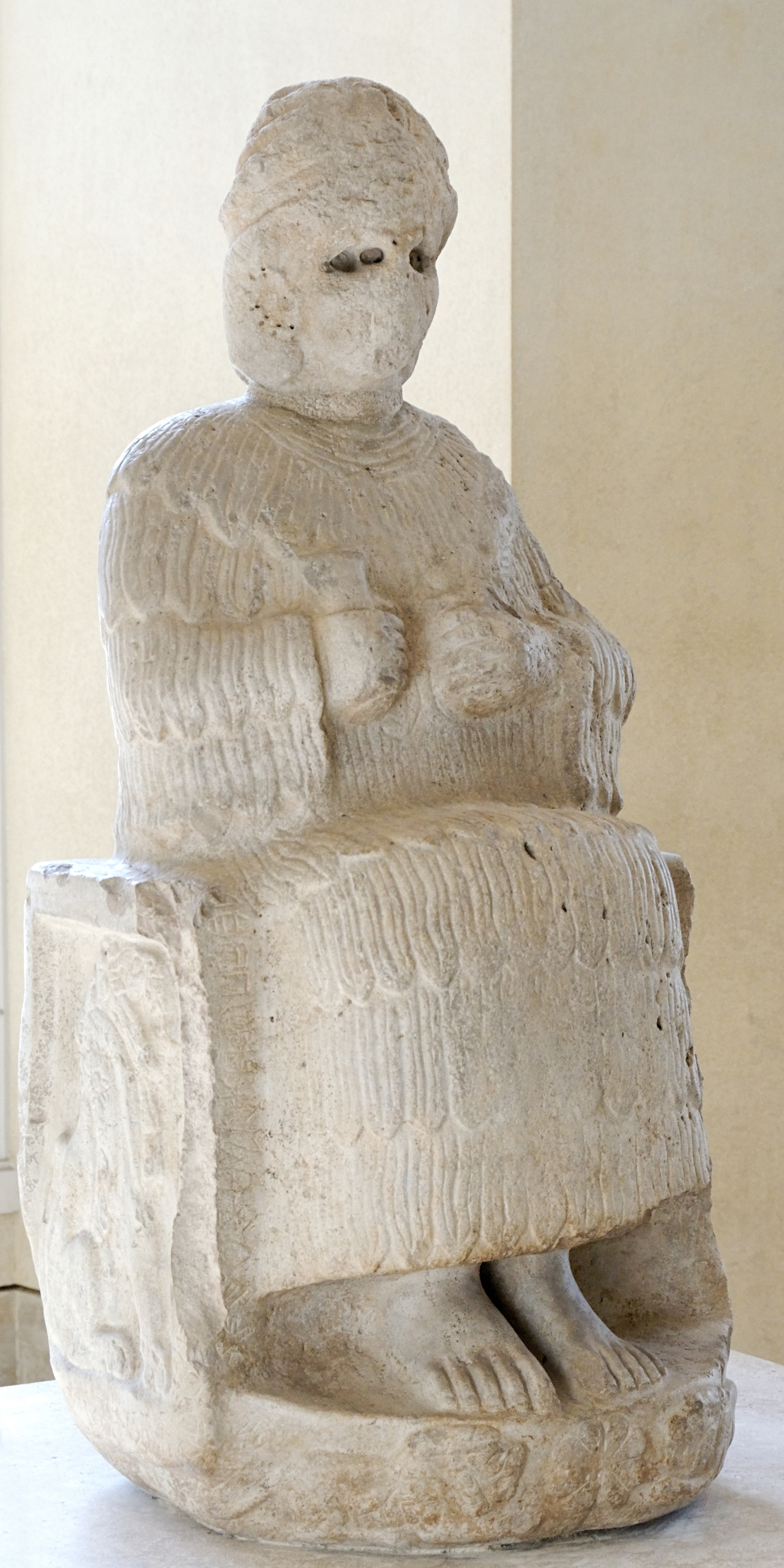
Escultura elamita de la diosa Narundi, expuesta en el Museo del Louvre.

Extensión del Imperio elamita en el año 2300 a. C.

La estatua de la diosa Narundi es una escultura que data del año 2100 a. C., en época del Imperio elamita, تمدن عیلام en fārsi, situado al este de Sumeria y Acad, en el actual suroeste de Irán. Los elamitas llamaban a su país Haltamti (en tardío elamita, Atamti), del cual sus vecinos acadios adaptaron como Elam. El alto Elam fue posteriormente más identificado por su baja capital, Susa, y geógrafos posteriores a Ptolomeo la llamaron Susiana. El nombre de Elam en persa antiguo fue Hujiyā, el cual sobrevive en el nombre de la provincia Khuzestān (Juzestán). Juzestān junto con Fars contienen los restos del antiguo Elam.

## Hallazgo e historia
La escultura fue hallada en dos épocas, primero fue descubierta la cabeza en el año 1904 por Jacques de Morgan, y el resto del cuerpo en 1907, en la parte sur del Templo de Ninhursag, situado en Susa o (Shushan), antigua capital del imperio elamita, situada a unos 240 km al este del río Tigris, en el sudoeste del actual Irán. Hoy en día, de la antigua ciudad sólo queda un gran campo de ruinas, aunque existe una ciudad en las cercanías que deriva de su nombre, (Shush).

## Simbología
La escultura tiene dos inscripciones, una en idioma elamita con el nombre de la diosa Narundi y otra en idioma acadio, que describe al donante de la figura, Kutik-Inshushinnak, también conocido como Puzur-Inshushinak, último rey de la dinastía elamita de Awan, sucesor del rey Khita, era posiblemente su sobrino. Es el rey mejor conocido de la dinastía, gracias a las inscripciones que dejó. Fue gobernador de Susa, antes de acceder al trono, en el cual se mantuvo entre los años 2240 - 2220 a. C.

## Características
- Material: piedra caliza.
- Anchura: 0,47 metros.
- Altura: 1,09 metros.

## Conservación
La estatua se expone en el Museo del Louvre, de París (Francia).